# مايك كلانسي
مايك كلانسي (بالإنجليزية: Mike Clancy)‏ هو مصارع محترف أمريكي، ولد في 9 سبتمبر 1924 في ووبرن في الولايات المتحدة، وتوفي في 15 يونيو 1988.

## روابط خارجية
- مايك كلانسي على موقع CageMatch worker (الإنجليزية)